# Rhytidoponera mimica
Rhytidoponera mimica är en myrart som beskrevs av Ward 1984. Rhytidoponera mimica ingår i släktet Rhytidoponera och familjen myror. Inga underarter finns listade i Catalogue of Life.